# Ледени круг
Ледени круг, ледени диск или ледени тас природни је феномен до којег долази у спорој текућој води хладних климата.
Ледени кругови су танке циркуларне плоче леда које се споро ротирају у води. Верује се да се формирају у вихорним струјама. Ледени дискови су најчешће били посматрани у Скандинавији и Северној Америци, али феномен је повремено био виђен и јужније — у Енглеској и Велсу. Ледени диск се појавио у Велсу децембра 2008. године, а наредног месеца још један је виђен у Енглеској. Ледени диск је децембра 2013. године био примећен на реци Шајен у Северној Дакоти. Ледени круг пречника од око 15 m (50 ft) примећен је и фотографисан 23. јануара 2014. године у Лејк Катрину (Њујорк), на реци Езопус Крик. У Ајдаху, екстремни временски услови довели су до појаве ретког леденог круга, 22. јануара 2014. године на реци Снејк.
Необичан природни феномен ледених кругова појављује се у спорим текућим водама, у хладним пределима. Може да релативно пуно варира у величини; забележени су кругови пречника већег од 15 m (49 ft).

## Ледени дискови
Ледени дискови се формирају на спољним луковима вијугавих река када вода која убрзава створи силу која се зове „ротационо смицање”, која одлама парче леда и окреће га укруг. Како се диск обрће, струже око околног леда — глачајући га и формирајући себи кружни обод. Један од најранијих забележених случајева овог релативно непознатог феномена је споро ротирајући диск примећен на реци Мајанус; овај диск је изашао у издању Сајентифик американа (енгл. Scientific American) из 1895. године.

## Ледени тасови
Стручњак за реке и професор географије Џо Деслоџиз изјавио је да су ледени тасови (енгл. ice pans) површинске плоче леда које се формирају у центру језера или потока, не близу рубова водотока. Како се вода хлади, отпушта топлоту која се претвара у ’фразилни лед’ који се може накупити у формацију налик округлом тасу. Ако ледени тас акумулира довољно фразилног леда а струја остане слаба, тас се може трансформисати у купасту „висећу брану” (енгл. hanging dam) — тешки блок леда са подигнутим рубовима и спуштеним центром.